# Green Point (Kempland)
Der Green Point (norwegisch Rundneset für Runde Nase) ist der östliche Ausläufer der Insel Foldøya auf der Westseite der Einfahrt zur William Scoresby Bay an der Küste des ostantarktischen Kemplands.
Wissenschaftler der britischen Discovery Investigations entdeckten und benannten die Landspitze im Februar 1936. Der weitere Benennungshintergrund ist nicht überliefert.